# استفتاء تايوان 2021
جرى استفتاء في تايوان في 18 ديسمبر 2021، وهو استفتاء من أربعة أسئلة. كان من المقرر إجراء ذلك الاستفتاء في 28 أغسطس 2021، ولكن جرى تأجيله إلى ديسمبر بسبب وباء فيروس كورونا. جاءت جميع الأسئلة الأربعة وفق مبادرات شعبية. ووفقًا لقانون الاستفتاء، يمكن إجراء الاستفتاءات مرة كل عامين في يوم السبت الرابع من أغسطس، ويجب أن تجمع الأسئلة عددًا من التوقيعات يعادل 1.5٪ من الناخبين المؤهلين (حوالي 280.000).

## الجدول الزمني
بعد التعديلات على قانون الاستفتاء الذي جرى تمريره في يونيو 2019، والتي خصص بعضها يومًا معينًا للاستفتاءات، مع تحديد إمكانية إجراء الاستفتاءات مرة كل عامين في يوم السبت الرابع من أغسطس، فقد جرى تحديد موعد الاستفتاء ليكون في 28 أغسطس 2021. كان الحد الأدنى لطلب استفتاء قد جرى تخفيضه سابقًا إلى توقيعات صالحة بنسبة 1.5% من الناخبين المؤهلين ضمن مجموعة من التعديلات التي جرى إقرارها في يونيو 2017. ولكن بسبب وباء فيروس كورونا في تايوان، أعلنت لجنة الانتخابات المركزية في 2 يوليو 2021 أنه سيتأجل إلى 18 ديسمبر 2021.
يوجد في هذا الاستفتاء أربعة أسئلة. السؤال الأول، الذي حصل على النسبة المطلوبة لطحه في يناير 2021، يتعلق بتفعيل محطة لونجمين للطاقة النووية. وجرى المصادقة على الأسئلة الثلاثة الأخرى المتعلقة بالاستفتاء من قبل لجنة الانتخابات المركزية في مايو 2021. عرض حزب الكومينتانغ المعارض دعمه لاثنين من أسئلة الاستفتاء، وقام بجمع التوقيعات بنشاط فيما يتعلق بوجود مادة «الراكتوبامين» في لحم الخنزير المستورد، وجدولة الاستفتاء في المستقبل.

## الأسئلة
تحمل الأسئلة الأرقام من رقم 17 إلى 20، وتشمل قضايا تفعيل المحطة النووية، وحظر استيراد لحم الخنزير المحتوي على الراكتوبامين، ومحطة استقبال الشعاب المرجانية والغاز الطبيعي المسال، والاستفتاء مع إجراء الانتخابات.

### المحطة النووية
السؤال رقم 17، وهو السؤال الأول الذي تجاوز الحد الأدنى المطلوب، يتعلق بتفعيل محطة لونجمين للطاقة النووية، وهي رابع محطة للطاقة النووية في تايوان، وتقع في مدينة تايبيه الجديدة. كانت المحطة قيد الإنشاء حتى عام 2014، عندما أغلقها حزب الكومينتانغ الحاكم بسبب مخاوف بشأن سلامة الطاقة النووية في البلاد. واستمر الحفاظ على تلك السياسة من قِبل الحزب الديمقراطي التقدمي الحاكم حيث خطط لاستبعاد كل الطاقة النووية بحلول عام 2025. وظلت هذه السياسة محل نزاع شديد من قِبل مؤيدي الطاقة النووية، مما أدى إلى إدراج سؤال حول التخلي عن خطة إنهاء الطاقة النووية في استفتاء 2018، ولكن أسفرت النتائج عن الموافقة على استمرار المحطات النووية في البلاد.
وجاء في بطاقة الاقتراع السؤال التالي: «هل توافق على تفعيل محطة الطاقة النووية الرابعة للعمليات التجارية؟».

### حظر استيراد لحم الخنزير المحتوي على الراكتوبامين
يتعلق السؤال رقم 18 في الاستفتاء بمحاولات فرض قيود على استيراد لحم الخنزير المحتوي على مادة الراكتوبامين. حيث يجادل النقاد بأن الراكتوبامين هو مادة مضافة غير قانونية في 160 دولة بسبب مخاوف تتعلق بسلامة الأغذية وأن استيرادها قد يلحق الضرر بالمنتجين المحليين. بينما يقول معارضو المنع أن ذلك الحظر المفروض على واردات لحم الخنزير الذي يحتوي على الراكتوبامين يمكن أن يضر بالعلاقات الدولية والاتفاقيات التجارية لتايوان، وتحديداً تطبيق CPTPP وكذلك العلاقة بين تايوان والولايات المتحدة.
وكان النص في بطاقات الاقتراع يقول: «هل توافق على أنه يجب على الحكومة أن تحظر تمامًا استيراد اللحوم والأعضاء ومنتجاتها التي تحتوي على مادة الراكتوبامين، وهي مادة مضافة للأعلاف، على الخنزير»

### مواعيد الاستفتاء
السؤال رقم 19 يسأل عما إذا كان ينبغي إجراء الاستفتاءات جنبًا إلى جنب مع الانتخابات العامة أم منفصلة، في حالة اقتراح الاستفتاء قبل أقل من ستة أشهر من الانتخابات العامة. تم طرح السؤال من قبل الكومينتانغ، بحجة أن إجراء الاستفتاءات جنبًا إلى جنب مع الانتخابات العامة من شأنه أن يجذب إقبالًا أكبر على التصويت.
ينص النص الموجود في بطاقات الاقتراع على ما يلي: «هل توافق على أنه إذا كانت الانتخابات العامة في البلاد ستُجرى في غضون 6 أشهر بعد طرح استفتاء، فإنه يجب إجراء الاستفتاء مع الانتخابات في نفس اليوم مع استيفاء شرط قانون الاستفتاء»

### حماية الشعاب المرجانية
السؤال رقم 20 يشير إلى بناء محطة Guantang LNG في منطقة Datan Algal للشعاب المرجانية في تاويوان. وتقول الحكومة إن ذلك ضروري كجزء من خطتها للتخلص التدريجي من الوقود الأحفوري، لكن النشطاء البيئيين انتقدوا ذلك بشدة بسبب الأضرار المحتملة للشعاب المرجانية ونظامها البيئي.
نص في بطاقات الاقتراع على ما يلي: «هل توافق على ايتعاد محطة LNG الثالثة التابعة لشركة CPC عن منطقة الشعاب المرجانية في البحر والساحل (مثل منطقة الساحل شمالًا من مصب نهر Guantang، ومن الجنوب إلى مصب نهر Xinwu، والممتد خمسة كيلومترات من أدنى مستوى للمد والجزر متوازي من الساحل الموصوف أعلاه)»

## النتائج
وفقًا للمادة 29 من قانون الاستفتاء، يجري تمرير الاستفتاء إذا تجاوزت الأصوات الصحيحة المؤيدة عدد الأصوات المعارضة، وكانت بطاقات الاقتراع الصحيحة المؤيدة تتجاوز 25٪ من الناخبين المؤهلين للاقتراع. وبالنسبة لهذا الاستفتاء فإن نسبة 25٪ تعادل 4،956،367 صوتًا.
| السؤال                                                                    | مع        | مع     | ضد        | ضد     | غير صالح/ فارغ | مجموع     | الناخبين   | تحول   | النتيجة |
| السؤال                                                                    | الأصوات   | ٪      | الأصوات   | ٪      | غير صالح/ فارغ | مجموع     | الناخبين   | تحول   | النتيجة |
| ------------------------------------------------------------------------- | --------- | ------ | --------- | ------ | -------------- | --------- | ---------- | ------ | ------- |
| إعادة البدء ببناء المحطة الرابعة للطاقة النووية                           | 3,804,755 | 47.16% | 4,262,451 | 52.84% | 78,494         | 8,145,700 | 19,825,468 | 41.09% | رفض     |
| حظر استيراد لحوم الخنازير المحتوية على مادة الراكتوبامين                  | 3,936,554 | 48.79% | 4,131,203 | 51.21% | 78,108         | 8,145,865 | 19,825,468 | 41.09% | رفض     |
| إجراء استفتاءات جنبًا إلى جنب مع الانتخابات على مستوى الدولة               | 3,951,882 | 48.96% | 4,120,038 | 51.04% | 73,273         | 8,145,193 | 19,825,468 | 41.08% | رفض     |
| الحفاظ على محطة الغاز الطبيعي السائل في تاويوان بعيدًا عن الشعاب المرجانية | 3,901,171 | 48.37% | 4,163,464 | 51.63% | 80,819         | 8,145,454 | 19,825,468 | 41.09% | رفض     |